# Reaktion Books
Reaktion Books — незалежне видавнцтво, що базується в Іслінгтоні, Лондон, Англія. Видавництво було засноване в 1985 році в Единбурзі, Шотландія, й переїхало до Лондона в 1987 році. Reaktion спочатку зосереджувалося на сферах мистецтва, архітектури та дизайну. В останні роки воно розширилося, охоплюючи більше областей, а також видає серії книг.

## Подробиці
Reaktion спочатку зосереджувалося на сферах мистецтва, архітектури та дизайну — його першою книгою був «Іен Гамільтон Фінлей: Візуальний буквар» Іва Абріу. Останніми роками список Reaktion значно розширився, і тепер він також охоплює дослідження тварин, азійське мистецтво та культуру, біографію, культурологічні дослідження, поточні події, моду, кіно, історію харчування, географію, загальну історію, музику, філософію, фотографію, політику та історію спорту. Зараз Reaktion щороку випускає близько 70 нових видань і має близько 500 видань.
Серед монографій, опублікованих Reaktion, є дослідження османського архітектора Сінана та художників Делароша, Гольбейна, Тінторетто, Белліні, Малкольма Морлі, Леона Голуба та Каспара Давіда Фрідріха, остання з яких була удостоєна премії Мітчелла з історії мистецтва 1992 року.
Reaktion також публікує багато серій книг, включаючи Animal, короткі природні та культурні історії окремих тварин; Edible, глобальні історії певної їжі, напою чи інгредієнта; Critical Lives, стислі критичні біографії важливих діячів культури; і Earth, дослідження історичного та культурного значення природних явищ.
Серед останніх відомих книг від Reaktion: «Двадцять хвилин на Манхеттені» Майкла Соркіна, «Мандрівки в історії архітектури» Роберта Гарбісона, «Вернер Герцог — Екстатична правда та інші марні завоювання» Крістофера Хеґнсвада, «Бокс: Культурна історія» Касії Бодді та «Сова» Десмонда Морріса.